# Stefaniola
Stefaniola är ett släkte av tvåvingar. Stefaniola ingår i familjen gallmyggor.

## Dottertaxa tillStefaniola, i alfabetisk ordning[1]
- Stefaniola accola
- Stefaniola adaptata
- Stefaniola adstricta
- Stefaniola aelleniafoliae
- Stefaniola africana
- Stefaniola anabasidigemmae
- Stefaniola anabasidis
- Stefaniola angusta
- Stefaniola arbuscula
- Stefaniola arthrophytumicola
- Stefaniola arthrophytumilaesa
- Stefaniola asiatica
- Stefaniola aurata
- Stefaniola balkhashensis
- Stefaniola bamianica
- Stefaniola bassiagemmae
- Stefaniola begimbetovae
- Stefaniola bengalensis
- Stefaniola bilobata
- Stefaniola brevis
- Stefaniola camphorasmae
- Stefaniola camphorosmae
- Stefaniola caspica
- Stefaniola caulicola
- Stefaniola chiwensicola
- Stefaniola clavifaciens
- Stefaniola climacopterae
- Stefaniola completa
- Stefaniola congregata
- Stefaniola contermina
- Stefaniola davletshinae
- Stefaniola defoliata
- Stefaniola deformans
- Stefaniola diversa
- Stefaniola domina
- Stefaniola dubia
- Stefaniola dupla
- Stefaniola elatiorae
- Stefaniola fistula
- Stefaniola foliata
- Stefaniola foliosae
- Stefaniola fragosa
- Stefaniola fraudulenta
- Stefaniola fructua
- Stefaniola furtiva
- Stefaniola gigas
- Stefaniola globosa
- Stefaniola gloma
- Stefaniola halimocnemiis
- Stefaniola halocharii
- Stefaniola halocnemicola
- Stefaniola halocnemii
- Stefaniola halogetonicola
- Stefaniola halostachysis
- Stefaniola halothamnis
- Stefaniola hammadae
- Stefaniola harenosa
- Stefaniola heterobia
- Stefaniola houardi
- Stefaniola iliensis
- Stefaniola inobservabilis
- Stefaniola insignata
- Stefaniola insignis
- Stefaniola kalidiis
- Stefaniola kenderlensis
- Stefaniola kovalevi
- Stefaniola kugitangica
- Stefaniola kugitanica
- Stefaniola lepidosa
- Stefaniola libanensis
- Stefaniola lignea
- Stefaniola mangyshlakensis
- Stefaniola mediterranea
- Stefaniola miscella
- Stefaniola mohni
- Stefaniola nanophytonicola
- Stefaniola nitrariae
- Stefaniola nodosa
- Stefaniola nucula
- Stefaniola opulenta
- Stefaniola orientalis
- Stefaniola orta
- Stefaniola pakae
- Stefaniola parva
- Stefaniola petrosimoniae
- Stefaniola polita
- Stefaniola procera
- Stefaniola psammophila
- Stefaniola punjabensis
- Stefaniola pusilla
- Stefaniola ramicola
- Stefaniola ramosa
- Stefaniola roborovskiy
- Stefaniola rotunda
- Stefaniola rufa
- Stefaniola salicicorniaramaea
- Stefaniola salicorniaramaea
- Stefaniola salsolae
- Stefaniola salsolicarpae
- Stefaniola sesami
- Stefaniola shubenkinae
- Stefaniola siliqua
- Stefaniola similata
- Stefaniola spinosa
- Stefaniola suaedae
- Stefaniola suaedicola
- Stefaniola suaediphila
- Stefaniola subterminalis
- Stefaniola transversa
- Stefaniola tripla
- Stefaniola tscharynensis
- Stefaniola tubifera
- Stefaniola turcistana
- Stefaniola unita
- Stefaniola ustjurtensis
- Stefaniola vastita
- Stefaniola ventriosa
- Stefaniola vexillata